# Trung Hoa Dân Quốc dời sang Đài Loan
Trung Hoa Dân Quốc dời sang Đài Loan còn được gọi là Quốc Dân Đảng dời sang Đài Loan hay Cuộc rút lui vĩ đại đề cập đến cuộc di cư của chính phủ Trung Hoa Dân quốc cai trị Trung Quốc đại lục sang đảo Đài Loan tháng 12 năm 1949 khi kết thúc cuộc nội chiến Trung Quốc. Quốc dân Đảng, các sĩ quan và khoảng 2 triệu quân tham gia vào cuộc thoái lui; ngoài ra nhiều thường dân và người tị nạn, chạy trốn khỏi chiến thắng của Quân đội Giải phóng Nhân dân Trung Quốc.
Quân đội Trung Hoa Dân Quốc chủ yếu chạy trốn đến Đài Loan từ các tỉnh ở miền nam Trung Quốc, bao gồm cả tỉnh Tứ Xuyên, nơi diễn ra cuộc tấn công cuối cùng của quân đội Trung Hoa Dân Quốc. Sự di chuyển sang Đài Loan diễn ra trong bốn tháng sau khi Mao Trạch Đông tuyên bố thành lập Cộng hòa Nhân dân Trung Hoa tại Bắc Kinh vào ngày 1 tháng 10 năm 1949.
Sau khi rút lui, chính phủ Trung Hoa Dân Quốc, do Đại nguyên soái kiêm Tổng thống Tưởng Giới Thạch lãnh đạo, đã lên kế hoạch củng cố và tái chiếm Hoa Lục. Kế hoạch này, chưa bao giờ thành hiện thực, được gọi là "Kế hoạch hào quang quốc gia", và là ưu tiên quốc gia của Trung Hoa Dân Quốc ở Đài Loan. Khi rõ ràng không thể thực hiện được kế hoạch như vậy, trọng tâm quốc gia của Đài Loan đã chuyển sang hiện đại hóa và phát triển kinh tế Đài Loan, ngay cả khi Trung Hoa Dân Quốc tiếp tục tuyên bố chủ quyền đối với các khu vực dưới sự kiểm soát của Cộng hòa Nhân dân Trung Hoa.

## Bối cảnh
Cuộc nội chiến tại Trung Quốc giữa các lực lượng Quốc dân Đảng của Tưởng Giới Thạch và Đảng Cộng sản Trung Quốc (ĐCSTQ) của Mao Trạch Đông bước vào giai đoạn cuối vào năm 1945, sau khi Nhật Bản đầu hàng. Hai bên tìm cách kiểm soát và thống nhất Trung Quốc. Trong khi Tưởng phụ thuộc rất nhiều vào sự trợ giúp từ Hoa Kỳ, Mao lại dựa vào sự hỗ trợ từ Liên Xô cũng như dân số nông thôn của Trung Quốc.
Cuộc xung đột đẫm máu giữa Quốc dân đảng và Đảng Cộng sản Trung Quốc bắt đầu khi cả hai đảng cố gắng khuất phục các lãnh chúa Trung Quốc ở miền bắc Trung Quốc (1926-28) và tiếp tục mặc dù Nhật chiếm đóng (1932-45). Nhu cầu loại bỏ các lãnh chúa được xem là cần thiết bởi cả Mao Trạch Đông và Tưởng Giới Thạch, nhưng vì những lý do khác nhau. Đối với Mao, việc loại bỏ họ sẽ chấm dứt hệ thống phong kiến ở Trung Quốc, khuyến khích và chuẩn bị đất nước cho chủ nghĩa xã hội và chủ nghĩa cộng sản. Đối với Tưởng, các lãnh chúa là mối đe dọa lớn đối với chính quyền trung ương. Sự không giống nhau cơ bản trong mục tiêu của hai đảng tiếp tục trong suốt những năm chiến đấu chống lại sự chiếm đóng của Nhật Bản tại Trung Quốc, bất chấp một kẻ thù chung.
Các lực lượng cộng sản của Mao đã huy động nông dân ở nông thôn Trung Quốc chống lại người Nhật, và vào thời điểm Nhật Bản đầu hàng vào năm 1945, Đảng Cộng sản Trung Quốc đã xây dựng một đội quân gồm gần một triệu binh sĩ. Các lực lượng của Mao gây áp lực lên Nhật Bản đã mang lại lợi ích cho Liên Xô, và do đó, các lực lượng của Đảng Cộng sản Trung Quốc được Liên Xô viện trợ. Sự thống nhất về ý thức hệ của Đảng Cộng sản Trung Quốc và kinh nghiệm chiến đấu với người Nhật, đã chuẩn bị cho các trận chiến tiếp theo chống lại Quốc dân đảng. Mặc dù lực lượng của Tưởng được Mỹ trang bị tốt, nhưng họ thiếu sự lãnh đạo, đoàn kết chính trị và kinh nghiệm tác chiến hiệu quả.
Vào tháng 1 năm 1949, Tưởng Giới Thạch từ chức lãnh đạo Quốc dân Đảng và được thay thế bởi phó chủ tịch của ông, Lý Tông Nhân. Lý và Mao tham gia đàm phán vì hòa bình nhưng những người cứng rắn theo chủ nghĩa dân tộc đã bác bỏ yêu cầu của Mao.
Khả năng quân sự của Cộng sản là yếu tố quyết định trong việc giải quyết tình trạng bế tắc, và khi Lý cố gắng trì hoãn cuộc tấn công của cộng sản thì vào giữa tháng 4 năm 1949, Hồng quân Trung Quốc đã vượt qua sông Dương Tử. Tưởng chạy trốn đến đảo Đài Loan, nơi có khoảng 300.000 binh sĩ đã được không vận đến đây.

## Chính phủ và quân đội đến Đài Loan
Trong suốt 4 tháng bắt đầu vào tháng 8 năm 1948, các nhà lãnh đạo Trung Hoa Dân Quốc đã chuyển không quân Trung Quốc sang Đài Loan, tiếp nhận hơn 80 chuyến bay và 3 tàu. Chen Chin-chang (zh) viết trong cuốn sách của mình về chủ đề trung bình 50 hoặc 60 máy bay đã bay hàng ngày giữa Đài Loan và Trung Quốc vận chuyển nhiên liệu và đạn dược trong khoảng thời gian từ tháng 8 năm 1948 đến tháng 12 năm 1949.
Tưởng cũng đã gửi 26 tàu hải quân của quân đội Quốc gia đến Đài Loan. Cuộc tấn công cuối cùng của Cộng sản chống lại lực lượng Quốc gia bắt đầu vào ngày 20 tháng 4 năm 1949 và tiếp tục cho đến hết mùa hè. Đến tháng 8, Quân đội Giải phóng Nhân dân thống trị gần như toàn bộ Trung Quốc đại lục; những người theo chủ nghĩa dân tộc chỉ kiểm soát Đài Loan và quần đảo Bành Hồ, tỉnh Quảng Đông và một số khu vực ở phía tây của Trung Quốc.
Viện trưởng Viện Lịch sử và Triết học Fu Ssu-nien dẫn đầu một cuộc chạy đua thuyết phục các học giả chạy trốn đến Đài Loan, cũng như mang theo sách và tài liệu.

## Chuyển kho báu sang Đài Loan
Năm 1948, Tưởng Giới Thạch bắt đầu lên kế hoạch rút lui Quốc dân đảng đến Đài Loan với kế hoạch lấy vàng và kho báu từ đất liền. Lượng vàng được di chuyển khác nhau tùy theo các nguồn, nhưng nó thường được ước tính từ 3 triệu đến 5 triệu lượng (khoảng 113,6-115,2 tấn; một lượng là 37,2 gram). Khác với vàng, Quốc Dân Đảng đã mang theo những cổ vật, hiện đang được lưu giữ tại Bảo tàng Cung điện Quốc gia ở Đài Bắc, Đài Loan. Một số học giả cho rằng việc di chuyển vàng và kho báu là một biện pháp bảo vệ chống lại sự cướp bóc có thể xảy ra trong thời chiến tương tự như cách các chính phủ châu Âu chuyển vàng đến các địa điểm khác trong Thế chiến II.
Có nhiều ý kiến khác nhau về kho báu tại bảo tàng cung điện quốc gia của Đài Loan. Một số người ở Trung Quốc coi việc di dời là cướp bóc và những người khác tin rằng những kho báu này đã vô tình được bảo vệ; và họ có thể đã bị mất mãi mãi do chiến dịch Bài trừ Tứ cựu trong Cách mạng Văn hóa. Những người khác tin rằng Đài Loan vẫn là một phần của lãnh thổ có chủ quyền của Trung Quốc nên việc di dời không phải là một vấn đề. Chính phủ Trung Hoa Dân quốc trước khi rời Trung Quốc vẫn là chính phủ hợp pháp đại diện cho Trung Quốc được quốc tế công nhận nên họ có quyền thực hiện các biện pháp cần thiết để bảo vệ tài sản quốc gia.
Bảo tàng Cung điện Quốc gia Đài Loan tuyên bố rằng vào năm 1948 khi Trung Quốc đang trải qua Nội chiến, giám đốc điều hành Chu Chia-hua và những người khác (Wang Shijie, Fu Ssu-nien, Xu Hong-Bao, Li Ji và Han Lih-wu) đã tập hợp lại với nhau và thảo luận về việc vận chuyển kiệt tác đến Đài Loan vì sự an toàn của hiện vật.
Nhiệm vụ của Tưởng Giới Thạch lấy vàng từ Trung Quốc được tổ chức bí mật bởi vì, theo Tiến sĩ Ngô Hưng Dung (吴兴镛;), toàn bộ nhiệm vụ được điều hành bởi chính Tưởng. Chỉ có Tưởng và cha của Tiến sĩ Ngô, người đứng đầu tài chính cho chính phủ Quốc Dân Đảng, biết về việc chuyển vàng sang Đài Loan và tất cả các mệnh lệnh từ ông đều được thực hiện bằng lời nói. Tiến sĩ Ngô tuyên bố rằng ngay cả bộ trưởng tài chính cũng không có thẩm quyền đối với việc chuyển kho báu. Đây là lý do tại sao không có hồ sơ bằng văn bản liên quan đến sự di chuyển của vàng và kho báu từ đất liền.

### Vàng và kho báu ở Đài Loan

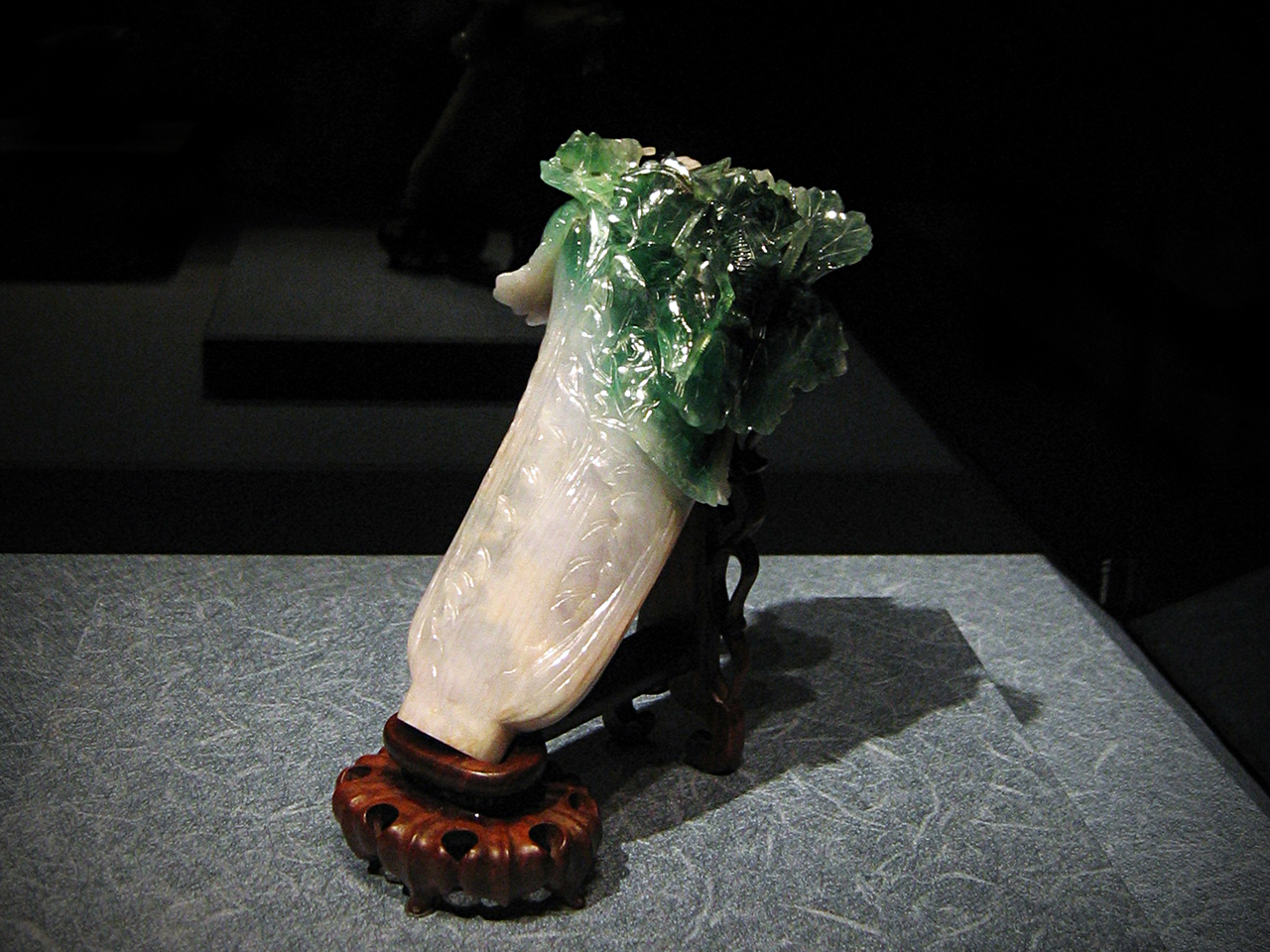
Bắp cải ngọc bích của nhà Thanh, Trung Quốc.

Người ta tin rằng vàng mang đến Đài Loan đã được sử dụng để đặt nền móng cho nền kinh tế và chính phủ của hòn đảo. Sau sáu tháng hoạt động, đồng đô la mới của Đài Loan đã được ra mắt, thay thế cho đồng đô la Đài Loan cũ theo tỷ lệ từ một đến 40.000. Người ta tin rằng 800.000 lượng vàng đã được sử dụng để ổn định nền kinh tế đã phải chịu siêu lạm phát kể từ năm 1945.
Ba trong số những cổ vật nổi tiếng nhất do Tưởng mang đến là cái gọi là Tam bảo của Bảo tàng Cung điện Quốc gia: Đá Thịt, Bắp cải ngọc phỉ thúy và Mao Công Đỉnh.

#### Đá hình thịt
Đá hình thịt, một phần của bộ sưu tập của Bảo tàng Cung điện Quốc gia tại Đài Bắc, Đài Loan, được làm bằng ngọc jasper, được nhuộm và khắc để làm cho nó trông giống như thịt bụng của lợn. Đây là một trong Tam bảo của Bảo tàng Cung điện Quốc gia.

#### Bắp cải ngọc phỉ thúy
Báu vật thứ hai là Bắp cải ngọc phỉ thúy. Nó được chạm khắc từ một viên đá ngọc phỉ thúy tự nhiên có một nửa màu xanh lá cây và một nửa màu trắng. Kích thước của nó là 9,1 cm (3,6 in), nhỏ hơn bàn tay con người trung bình. Vì nó được chạm khắc từ ngọc tự nhiên, nó có rất nhiều lỗ hổng và vết nứt. Điều này làm cho tác phẩm điêu khắc có vẻ tự nhiên hơn, vì những vết nứt và lỗ hổng trông giống như thân và lá của bắp cải.

#### Mao Công Đỉnh

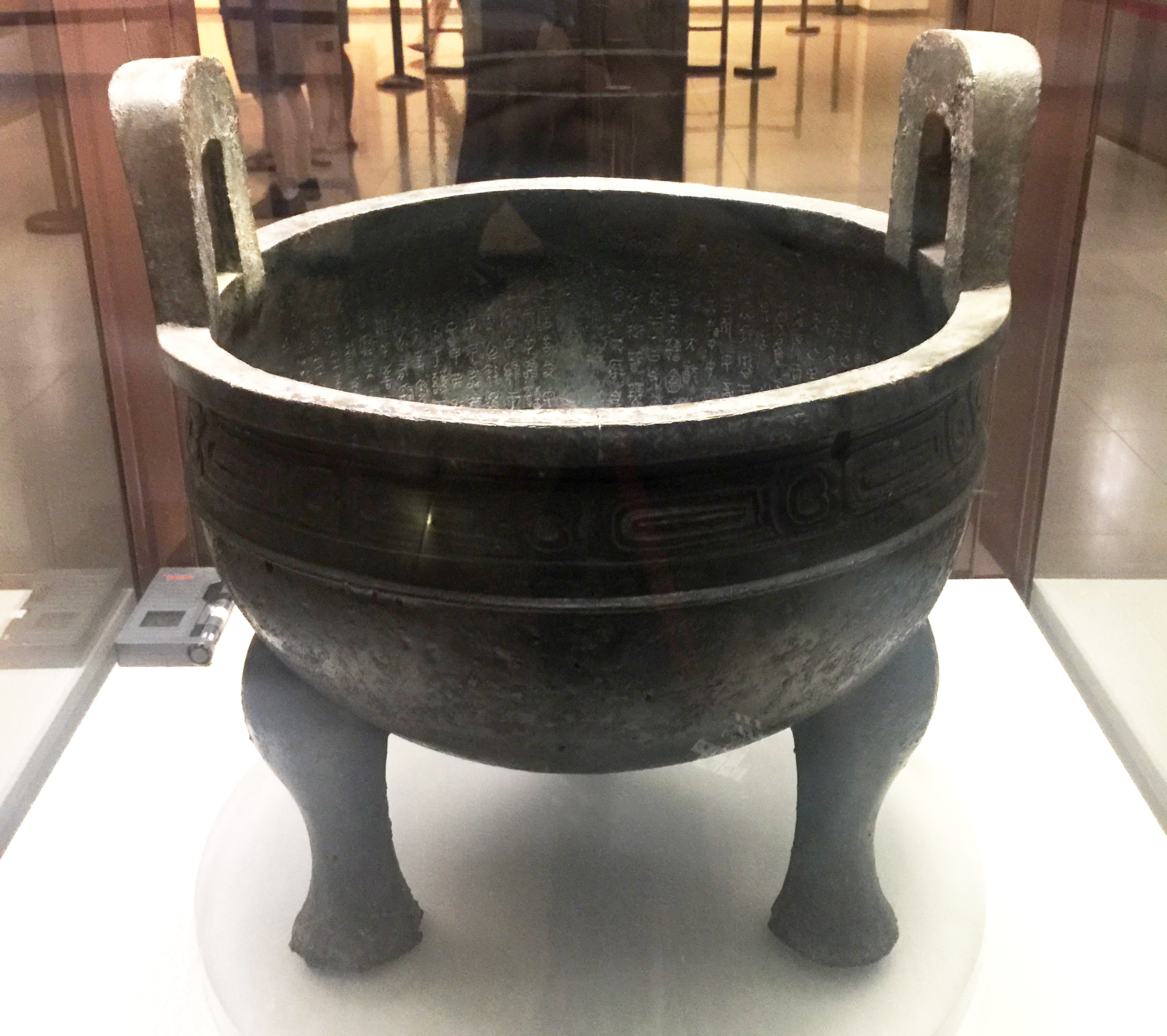
Mao Công Đỉnh của Cung điện Bảo vật Quốc gia, Đài Bắc

Các Mao Công Đỉnh là báu vật thứ ba trong Tam bảo. Đó là vạc bằng đồng có chiều cao 53,8 cm (21,2 in), chiều rộng 47,9 cm (18,9 in) và trọng lượng 34,7 kg (77 lb). Nó có một dòng chữ gồm 497 ký tự được sắp xếp thành 32 dòng, dòng chữ dài nhất trong số các chữ khắc bằng đồng cổ của Trung Quốc. Nó được cho là có từ thời đại nhà Chu.

## Kế hoạch chiếm lại Trung Quốc đại lục
Ban đầu, Trung Hoa Dân Quốc đã lên kế hoạch tái chiếm Đại lục từ Cộng hòa Nhân dân Trung Hoa. Sau khi rút lui về Đài Loan, Tưởng Giới Thạch đã thiết lập một chế độ độc tài trên đảo với các nhà lãnh đạo Quốc dân đảng khác, và bắt đầu thực hiện kế hoạch xâm chiếm Đại lục. Tưởng Giới Thạch thiết lập một kế hoạch tuyệt mật được gọi là Kế hoạch Quốc Quang (tiếng Trung: 國光計劃), để thực hiện điều này. Kế hoạch tấn công của Tưởng có 26 chiến dịch gồm các chiến dịch xâm chiếm đất đai và các chiến dịch đặc biệt sâu trong lãnh thổ quân địch. Ông đã yêu cầu con trai của mình là Tưởng Kinh Quốc soạn thảo kế hoạch không kích vào các tỉnh Phúc Kiến và Quảng Đông, gốc gác của nhiều binh lính Trung Hoa Dân Quốc và phần lớn dân số Đài Loan. Nếu diễn ra, nó sẽ là cuộc xâm lược trên biển lớn nhất trong lịch sử.

### Bối cảnh của kế hoạch Quốc Quang

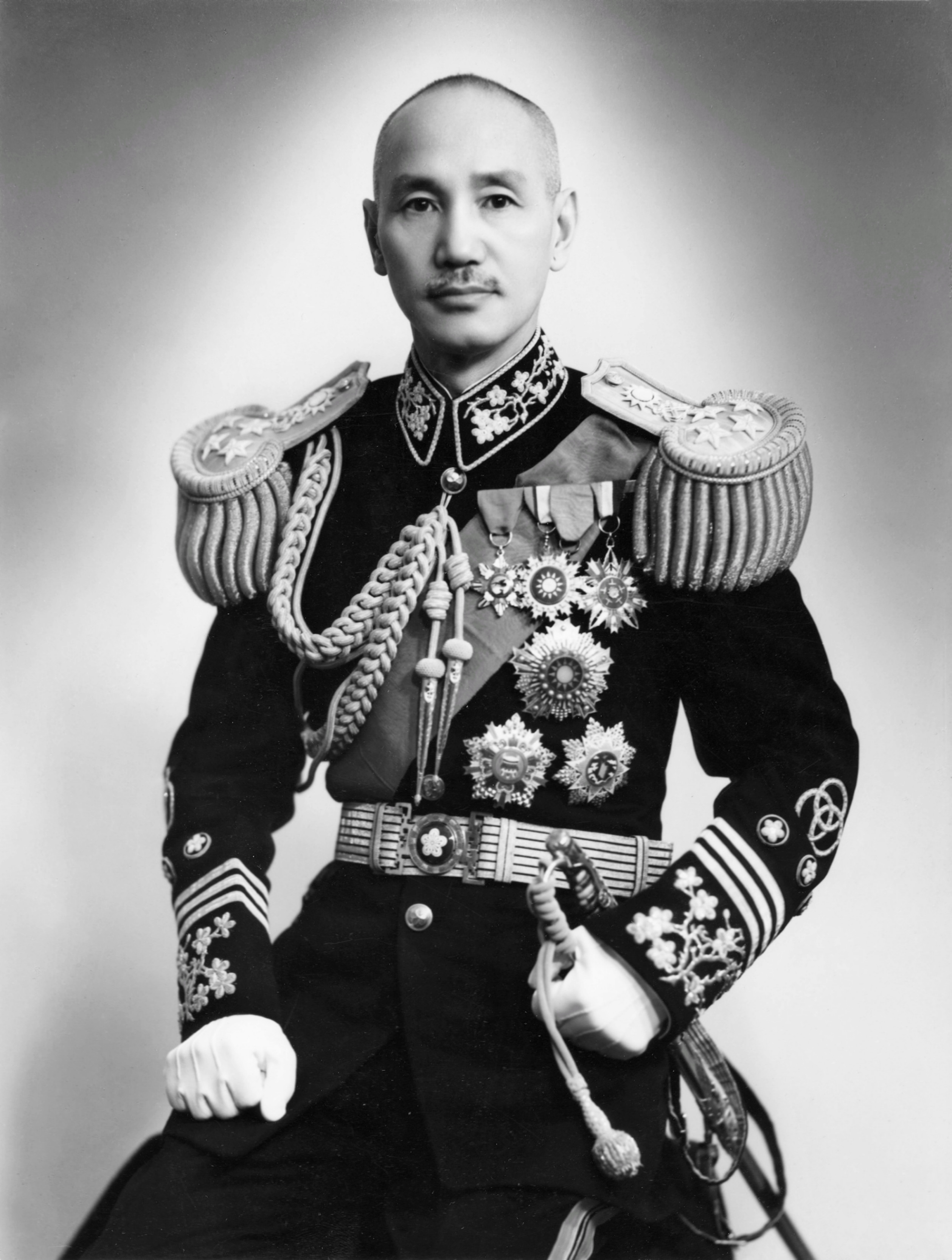
Tưởng Giới Thạch, Người đã để mất Trung Quốc (1952)

Thập niên 1960 diễn ra cuộc "Đại nhảy vọt" của Mao Trạch Đông ở Trung Quốc đại lục dẫn đến nạn đói thảm khốc và hàng triệu người chết, cũng như sự tiến bộ của Đảng Cộng sản Trung Quốc trong việc phát triển vũ khí hạt nhân, Tưởng Giới Thạch nhìn thấy một cuộc khủng hoảng để tiến hành một cuộc tấn công để tái chiếm Trung Quốc lục địa.
Lúc này, Mỹ đang tham chiến trong cuộc Chiến tranh Việt Nam. Để kế hoạch Quốc Quang thành công, Tưởng Giới Thạch biết rằng ông cần sự hậu thuẫn của quân đội Hoa Kỳ. Ông đề nghị giúp đỡ Hoa Kỳ chiến đấu trong Chiến tranh Việt Nam để đổi lấy sự hỗ trợ của Hoa Kỳ nhằm lấy lại lãnh thổ đã mất của mình. Hoa Kỳ đã từ chối đề nghị của Tưởng. Nhưng cho dù vậy, Tưởng tiếp tục chuẩn bị cho kế hoạch tái chiếm đại lục.
Năm 1965, kế hoạch của Tưởng đã được công bố. Theo như tài liệu của chính phủ Hoa Kỳ, các tướng lĩnh và đô đốc đã lên kế hoạch và chọn ngày tốt nhất để triển khai trong khi các binh sĩ và sĩ quan chiến trường chuẩn bị cho trận chiến.

### Thực hiện
Ngày 1 tháng 4 năm 1961 kế hoạch Quốc Quang đã được duyệt trình. Văn phòng được xây dựng bởi Lực lượng Vũ trang Trung Hoa Dân Quốc cùng với Bộ Quốc phòng tại thị trấn Sanxia, Quận Đài Bắc (nay là một quận thuộc thành phố Tân Bắc). Trung tướng quân đội Chu Nguyên Tông (tiếng Trung: 朱元琮) giữ vai trò thống đốc và chính thức khởi động dự án soạn thảo một kế hoạch hoạt động thận trọng để phục hồi các vùng lãnh thổ bị mất ở Trung Quốc đại lục. Đồng thời, kế hoạch Quốc Quang đã được công bố, theo đó các thành viên quân sự bắt đầu xây dựng liên minh khả dĩ với quân đội Mỹ để tấn công Trung Quốc lục địa.
Tháng 4 năm 1964: Tưởng Giới Thạch thiết lập năm văn phòng quân sự tại Từ Hồ (tiếng Trung: 慈湖) như là một trung tâm chỉ huy bí mật. Sau khi thành lập kế hoạch Quốc Quang, một số kế hoạch phụ đã được đưa ra, như tấn công trực diện kẻ thù, chiến tranh đặc biệt trong lòng địch, tấn công bất ngờ, tận dụng cuộc phản công và hỗ trợ chống lại sự chuyên chế.
Tuy nhiên, Lực lượng Vũ trang Hoa Kỳ và Bộ Quốc phòng Hoa Kỳ, cùng với Bộ Ngoại giao, đã phản đối mạnh mẽ kế hoạch Hào quang quang Quốc gia; bác bỏ kế hoạch Quốc dân đảng chiếm lại Trung Quốc đại lục. Do đó, mỗi tuần quân đội Mỹ kiểm tra kho chứa các phương tiện đổ bộ của Thủy quân lục chiến Trung Hoa Dân Quốc được sử dụng bởi Trung Hoa Dân quốc và ra lệnh cho các thành viên nhóm cố vấn quân sự Mỹ không tham gia các nhiệm vụ do thám. Điều này đã khiến Tưởng Giới Thạch tức giận.
17 tháng 6 năm 1965: Tưởng Giới Thạch đến thăm Học viện Quân sự Trung Hoa Dân Quốc để triệu tập tất cả các sĩ quan cấp trung và cấp cao hơn để phát động cuộc phản công.
24 tháng 6 năm 1965: Nhiều binh sĩ đã chết trong một cuộc tập trận để chống lại một cuộc tấn công của Cộng sản vào các căn cứ hải quân lớn ở miền nam Đài Loan gần quận Tả Doanh. Những cái chết này là lần đầu tiên nhưng không phải là lần cuối cùng trong kế hoạch Quốc Quang.
6 tháng 8 năm 1965: Hải quân Quân Giải phóng Nhân dân Trung Quốc phục kích và đánh chìm tàu chiến Đài Loan thực hiện nhiệm vụ Số Sóng thần 1, trong một nỗ lực để vận chuyển lực lượng đặc biệt vào khu vực lân cận các đảo ven biển của Trung Quốc để thực hiện hoạt động thu thập thông tin tình báo.
Tháng 11 năm 1965: Tưởng Giới Thạch ra lệnh cho hai tàu hải quân là CNS Shan Hai và CNS Lin Huai đón các binh sĩ bị thương từ các đảo Magong và Wuqiu ngoài khơi của Đài Loan. Tuy nhiên, các tàu này đã bị tấn công bởi 12 tàu Cộng hòa Nhân dân Trung Hoa, Lin Huai bị chìm và khoảng 90 binh sĩ và thủy thủ đã thiệt mạng. Ngạc nhiên trước sự mất mát nặng nề trong trận hải chiến ở Magong, Tưởng đã từ bỏ mọi hy vọng cho Kế hoạch Quốc Quang.
Sau nhiều nỗ lực không thành công trong khoảng thời gian từ tháng 8 năm 1971 đến tháng 6 năm 1973, trước khi thực hiện cuộc đổ bộ chính, những thay đổi chính trị ở đại lục đã khiến Tưởng phải ngừng mọi cuộc tấn công sai lầm và bắt đầu hủy bỏ kế hoạch.Theo tướng Huang Chih-chung, người là một đại tá quân đội vào thời điểm đó và là một phần của quá trình lập kế hoạch, Tưởng Giới Thạch không bao giờ hoàn toàn từ bỏ mong muốn chiếm lại Trung Quốc; "ngay cả khi ông qua đời (năm 1975), ông vẫn hy vọng tình hình quốc tế sẽ thay đổi và một ngày nào đó Cộng sản sẽ bị xóa sổ."

### Thất bại và đổi trọng tâm sang phát triển kinh tế
Sự thất bại của kế hoạch Quốc Quang của Tưởng đã thay đổi tiến trình của lịch sử Trung Quốc và Đài Loan, làm thay đổi mãi mãi quan hệ Trung Quốc - Đài Loan. Người Đài Loan chuyển trọng tâm sang hiện đại hóa và bảo vệ Đài Loan thay vì chuẩn bị cho Đài Loan để lấy lại Trung Quốc. Ông Dương Niệm Tổ, một nhà khoa học chính trị chuyên về quan hệ Đài Loan - Trung Quốc tại Hội đồng nghiên cứu chính sách tiên tiến có trụ sở tại Đài Bắc thì con trai của Tưởng Giới Thạch, Tưởng Kinh Quốc, người sau này kế vị ông làm chủ tịch, tập trung vào việc duy trì hòa bình giữa đại lục và Đài Loan. Ngày nay, quan hệ chính trị giữa Đài Loan và Trung Quốc đã thay đổi.

## Tái tổ chức Quốc dân Đảng
Sau khi bị trục xuất khỏi đất liền, Tưởng Giới Thạch và các lãnh đạo Quốc dân Đảng khác nhận ra họ phải cải tổ đảng. Rút kinh nghiệm từ sự thất bại của mình ở đại lục, Tưởng Giới Thạch tái tổ chức lại Quốc dân Đảng nhằm phát triển đảng, nâng cao chất lượng đảng viên và hiệu quả hoạt động, đoàn kết hơn, gắn kết với xã hội hơn, thu hút sự ủng hộ của quần chúng nhiều hơn và làm cho nó trong sạch hơn.

Cờ đảng và biểu tượng của Quốc dân đảng; dựa trên Bầu trời xanh với Mặt trời trắng, cũng xuất hiện trong Quốc kỳ Trung Hoa Dân Quốc.

Vào cuối năm 1949, Quốc dân Đảng gần như đã bị Đảng Cộng sản Trung Quốc phá hủy, đảng này chuyển đến Đài Loan và tái tạo lại chính nó. Ban lãnh đạo Quốc dân Đảng không chỉ xây dựng một đảng mới mà còn xây dựng một chính thể mới tại Đài Loan tạo ra sự thịnh vượng kinh tế. Từ tháng 8 năm 1950 đến tháng 10 năm 1952, hơn bốn trăm cuộc họp làm việc đã được tổ chức gần bốn lần một tuần để thảo luận về cách xây dựng một đảng chính trị mới và thực hiện các chính sách của chính phủ Quốc gia. Vào ngày 5 tháng 8 năm 1950, Tưởng đã chọn Ủy ban Cải cách Trung ương (CRC) để làm ban lãnh đạo cốt lõi của đảng để lập kế hoạch và chương trình hành động. Các thành viên CRC trung bình trẻ với độ tuổi trung bình 47 và tất cả đều có bằng đại học.
CRC mới đã có mục tiêu:
1. Làm cho Quốc dân đảng trở thành một đảng dân chủ cách mạng.
2. Tuyển dụng nông dân, công nhân, thanh niên, trí thức và tư bản.
3. Tuân thủ tập trung dân chủ.
4. Thành lập nhóm làm việc như là đơn vị tổ chức cơ bản.
5. Duy trì tiêu chuẩn lãnh đạo cao và tuân theo các quyết định của đảng,
6. Chấp nhận Chủ nghĩa Tam dân của Tôn Trung Sơn là hệ tư tưởng của Quốc dân đảng.

Tất cả các thành viên CRC đã tuyên thệ thực hiện các mục tiêu cuối cùng của đảng là lật đổ Cộng sản và tái chiếm lục địa Trung Quốc.
Sau khi tổ chức một ban lãnh đạo đảng trung thành, gắn kết, Tưởng Giới Thạch muốn mở rộng tầm ảnh hưởng sâu rộng đến xã hội Đài Loan để mở rộng cơ sở xã hội. Một cách để làm điều đó là chọn thành viên mới từ các nhóm kinh tế xã hội khác nhau. Các thành viên thuộc các chi bộ khác nhau đã được lệnh tuyển dụng thành viên mới, đặc biệt là sinh viên và giáo viên. Các thành viên mới phải thể hiện lòng trung thành với Quốc dân Đảng, hiểu những gì đảng đại diện, tuân thủ các nguyên tắc của đảng và thực hiện các nhiệm vụ cho đảng. Đổi lại, CRC hứa sẽ chú ý đến nhu cầu của xã hội, điều này giúp CRC xác định mục đích chính trị rõ ràng. Chính sách của đảng cũng nhằm mục tiêu cải thiện điều kiện sống của người dân. Có các chi bộ đảng mới gồm những người có địa vị xã hội tương tự là một chiến lược cải thiện quan hệ với công nhân, lãnh đạo doanh nghiệp, nông dân, trí thức. Các chi nhánh đảng mới thúc đẩy các nhóm người khác nhau, Quốc Dân Đảng đã có thể từ từ mở rộng quyền kiểm soát và ảnh hưởng của mình đến các làng của Đài Loan. Đến tháng 10 năm 1952, số thành viên Quốc dân đảng đã đạt gần 282.000, so với 50.000 thành viên đã trốn sang Đài Loan. Quan trọng hơn, hơn một nửa số đảng viên là người Đài Loan. Đến cuối những năm 1960, con số này đã tăng lên gần một triệu.
CRC làm cho các nhóm làm việc của mình chịu trách nhiệm thực thi các chính sách của đảng và biết cách hoạt động. Họ cũng ngăn cản cộng sản xâm nhập và tuyển dụng các đảng viên mới sau khi điều tra lý lịch của họ, đồng thời tổ chức các cuộc họp thường xuyên để thảo luận về chiến lược của đảng. Đảng mới, sau đó, đã hành xử rất khác so với cách mà nó có trước năm 1949, với các nhóm làm việc có trách nhiệm quản lý và đào tạo mới. Theo quy định mới của Quốc Dân Đảng, tất cả các đảng viên phải tham gia một nhóm làm việc và tham dự các cuộc họp của nó để lãnh đạo đảng có thể phát hiện ra ai là người trung thành và tích cực. Theo một báo cáo, vào mùa hè năm 1952, trụ sở chính của tỉnh Đài Loan của Quốc Dân Đảng có ít nhất ba mươi nghìn chi bộ, mỗi đơn vị có ít nhất chín thành viên làm việc trong các cơ quan nhà nước, khu vực của Đài Loan và nghề nghiệp. Dần dần, đảng mở rộng ảnh hưởng trong xã hội.

## Cải cách chính trị địa phương
Chiến thuật quan trọng của Quốc dân đảng là thúc đẩy các cải cách chính trị cấp địa phương có giới hạn nhằm tăng cường uy quyền của đảng với người dân Đài Loan. Để hợp pháp hóa Trung Hoa Dân Quốc (ROC) là chính phủ trung ương cho tất cả Trung Quốc, chính phủ Quốc gia của Đài Loan cần có đại diện được bầu cho tất cả Trung Quốc. Do đó, vào năm 1947, hơn một nghìn người đại lục ở Nam Kinh đã được người dân Trung Quốc bầu làm thành viên của Quốc hội, Nhân dân lập pháp và Nhân dân kiểm soát. Sau khi đến Đài Loan, những đại diện đó được phép giữ ghế cho đến khi cuộc bầu cử Quốc hội tiếp theo có thể được tổ chức ở đại lục, do đó hợp pháp hóa sự kiểm soát trên danh nghĩa của Đài Loan đối với Trung Quốc.
Trong môi trường chính trị mới này, Quốc dân đảng cải cách và chính phủ Trung Hoa Dân Quốc đã có thể đề xuất quyền lực mới của họ. Tưởng Giới Thạch tin rằng, trong chính thể độc tài này, các cuộc bầu cử địa phương có thể thúc đẩy nền dân chủ của Đài Loan. Mọi người không tin rằng Quốc Dân Đảng sẽ không bao giờ can thiệp vào các cuộc bầu cử như vậy. Tuy nhiên, có quá nhiều cuộc bầu cử địa phương trong một năm, nhiều cử tri đã bị thuyết phục khi nghĩ rằng Quốc Dân Đảng muốn thúc đẩy đa nguyên chính trị. Các nhà lãnh đạo đảng đã cố gắng mở rộng ảnh hưởng của họ trong khi chỉ từ từ cho phép các chính trị gia đối lập cạnh tranh bằng cách đưa ra những bài học chính trị để dạy cho cử tri cách dân chủ nên hoạt động.
Vào tháng 1 năm 1951, cuộc bầu cử đầu tiên cho hội đồng quận và thành phố đã được tổ chức. Vào tháng Tư, các cuộc bầu cử khác theo sau cho các văn phòng quận và thành phố. Vào tháng 12, Hội đồng tỉnh lâm thời Đài Loan đã được tổ chức. Các thành viên của nó được bổ nhiệm bởi các hội đồng quận và thành phố. Thông qua luật thiết quân luật và kiểm soát các quy tắc bầu cử địa phương, Quốc Dân Đảng đã giành được đa số phiếu ở hầu hết các cuộc bầu cử địa phương nhưng tuyên bố rằng cuộc bầu cử tự do đã được tổ chức. Tưởng tin rằng Đài Loan đã khá tự do. Do đó, các nhà lãnh đạo đảng tiếp tục nhấn mạnh rằng thiết quân luật vẫn là cần thiết.

## Quan điểm về việc Quốc dân đảng tiếp quản Đài Loan
Có nhiều quan điểm trái ngược về tính hợp pháp của việc Quốc dân đảng tiếp quản Đài Loan. Vào thời điểm rút lui về Đài Loan, Quốc Dân Đảng cho rằng họ là một chính phủ lưu vong. Chính phủ Cộng sản Trung Quốc duy trì quan điểm cho đến ngày nay rằng Trung Hoa Dân Quốc tại Đài Loan là một tỉnh nổi loạn mà cuối cùng phải trở về với đại lục.
Theo một bài báo được xuất bản năm 1955 về tình trạng pháp lý của Đài Loan, "Người ta buộc tội rằng Tưởng Giới Thạch không có yêu sách gì với hòn đảo này vì ông ta "chỉ là một kẻ chạy trốn trong quân đội của mình "và bên cạnh đó, ông ta là một chính phủ ở lưu vong." Hơn nữa, Hiệp ước San Francisco, được ký kết chính thức bởi 48 quốc gia vào ngày 8 tháng 9 năm 1951, không nêu rõ Nhật Bản đã nhượng lại Đài Loan và Bành Hồ.
Theo giáo sư Gene Hsiao, "kể từ khi Hiệp ước hòa bình San Francisco và hiệp ước Quốc dân đảng riêng biệt với Nhật Bản không nêu rõ Nhật Bản đã nhượng lại Đài Loan và Bành Hồ... và trong chừng mực là những người ký kết Hai hiệp ước đã được quan tâm, Đài Loan đã trở thành một hòn đảo 'vô chủ' và Quốc dân đảng, trong chính sách của Mỹ, là một chính phủ nước ngoài lưu vong."